# Ljusnan (tidning)
Ljusnan är en dagstidning för södra Hälsingland med utgivningsort Bollnäs och primärt utgivningsområde Bollnäs och Ovanåker. Tidningens politiska inriktning är oberoende liberal.
Ljusnans upplaga 2011 var 11 600 exemplar och räckvidden 29 000 läsare per dag. Den ges ut fyra dagar i veckan; måndag, onsdag, torsdag och fredag (som e-tidningen även söndag).

## Historik
Tidningen grundades 1912 av den liberale publicisten John Larsson vilken i protest hade lämnat Bollnäs-Tidningen som vid den tiden köpts av Högerns förlagsstiftelse. John Larsson följdes sedan av chefredaktörerna Elon Andersson, Göran Norin, Tord Bergkvist, Mats Rikard Andersson, Börje Timerdahl, Alf Zettersten och Dag Eriksson.
Den lokalt ägda tidningen köptes under 1970-talet av Gefle Dagblad och kom sedermera att ingå i Mittmedia-koncernen tillsammans med en rad andra tidningar i mellersta Sverige.
År 2006 blev Ljusnan en del av företaget Hälsingetidningar AB tillsammans med Ljusdals-Posten, Hudiksvalls Tidning och Söderhamns-Kuriren. I samband med detta blev Hälsingetidningars chefredaktör även chefredaktör för Ljusnan.
Efter att Mittmedia tagits över av Bonnier gjordes flera förändringar av organisationen för att göra tidningarna mer lokala, vilket innebar att flera tidningar åter fick egna chefredaktörer. Tomas Froms blev Ljusnans nya chefredaktör.